# Temeka Johnson
Temeka Rochelle Johnson (ur. 6 września 1982 w Nowym Orleanie) – amerykańska koszykarka występująca na pozycji rozgrywającej, obecnie zawodniczka Maccabi Benot Aszdod.
Jest liderką wszech czasów konferencji Sourteastern NCAA oraz drużyny LSU Lady Tigers w liczbie asyst, uzyskanych podczas całej kariery akademickiej.

## Osiągnięcia
Stan na 11 stycznia 2017, na podstawie, o ile nie zaznaczono inaczej.

### NCAA
- Uczestniczka rozgrywek:
  - Final Four NCAA (2004, 2005)
  - Elite Eight turnieju NCAA (2003, 2004, 2005)
  - turnieju NCAA (2002–2005)
- Mistrzyni:
  - turnieju konferencji Southeastern (SEC – 2003)
  - sezonu regularnego SEC (2005)
- MVP turnieju SEC (2003)
- Laureatka:
  - Nancy Liberman Award (2005)
  - nagrody SEC Legend (2015)
- Zaliczona do:
  - składu:
    - All-American Honorable Mention (2004, 2003, 2002 przez Associated Press)
    - Senior C.L.A.S.S. All-American

  - I składu:
    - SEC (2005, 2004)
    - All-Louisiana (2003, 2004, 2005)
    - turnieju SEC (2003, 2002)

  - III składu:
    - SEC (2003)
    - All-America (2003)

### WNBA
- Mistrzyni WNBA (2009)
- Debiutantka Roku WNBA (2005)[7]
- Zaliczona do I składu debiutantek WNBA (2005)
- Liderka WNBA w skuteczności rzutów za 3 punkty (2012)[8]
- Rekordzistka WNBA w skuteczności rzutów za 3 punkty (53,13% – 2012)[9]

### Drużynowe
- Mistrzyni:
  - Eurocup (2012)
  - Izraela (2015)
- Wicemistrzyni:
  - Polski (2006)
  - Rosji (2014)
- Brąz Eurocup (2015, 2016)
- Zdobywczyni pucharu Elizur (2010)
- Finalistka pucharu Rosji (2014)

### Indywidualne
- Zaliczona przez eurobasket.com do:
  - I składu zawodniczek zagranicznych ligi izraelskiej (2009)[10]
  - II składu ligi izraelskiej (2009)[10]
  - składu Honorable Mention:
    - francuskiej ligi LFB (2010)
    - rosyjskiej ligi PBL (2012, 2014)
- Liderka ligi izraelskiej w asystach (2009)[10]

### Reprezentacja
- Mistrzyni świata U–21 (2003)